# Вязники (станция)
Вязники — железнодорожная станция на участке Ковров — Нижний Новгород современного хода Транссиба. Расположена в городе Вязники Владимирской области.

## История
10 апреля 1863 года утверждена в должности билетного кассира О. С. Кнушевицкая, первая в России женщина служащая железной дороги. Через 10 лет её перевели с повышением на станцию Владимир.
Пассажирский вокзал построен в 1977 году, являлся станцией неприоритетного значения. Архитекторы неизвестны. Строился под руководством Московской железной дороги.
Затем, в 2006 году станция была закрыта для реконструкции. Право на строительство выкупила Горьковская железная дорога, которая сообщила, что Вязниковская станция является важнейшим приоритетом на перегоне Ковров — Вязники — Нижний Новгород. После реконструкции вокзал был открыт в середине 2007 года.

## Дальнее следование по станции
По состоянию на июнь 2021 года вокзал отправляет и принимает следующие пассажирские поезда:
| № поезда         | Маршрут движения             | № поезда         | Маршрут движения             |
| ---------------- | ---------------------------- | ---------------- | ---------------------------- |
| 35 «Нижегородец» | Нижний Новгород — Москва     | 36 «Нижегородец» | Москва — Нижний Новгород     |
| 63               | Новосибирск — Минск          | 64               | Минск — Новосибирск          |
| 87               | Нижний Новгород — Адлер      | 88               | Адлер — Нижний Новгород      |
| 99               | Нижний Новгород — Кисловодск | 100              | Кисловодск — Нижний Новгород |
| 103              | Новосибирск — Брест          | 104              | Брест — Новосибирск          |
| 131              | Ижевск — Санкт-Петербург     | 132              | Санкт-Петербург — Ижевск     |
| 145              | Челябинск — Санкт-Петербург  | 146              | Санкт-Петербург — Челябинск  |
| 337              | Самара — Санкт-Петербург     | 338              | Санкт-Петербург — Самара     |
| 347              | Уфа — Санкт-Петербург        | 348              | Санкт-Петербург — Уфа        |
| 729 «Ласточка»   | Нижний Новгород — Москва     | 730 «Ласточка»   | Москва — Нижний Новгород     |
| 731 «Ласточка»   | Нижний Новгород — Москва     | 732 «Ласточка»   | Москва — Нижний Новгород     |
| 733 «Ласточка»   | Нижний Новгород — Москва     | 734 «Ласточка»   | -                            |